# Мейва (Ґумма)

36°12′41″ пн. ш. 139°32′3″ сх. д. / 36.21139° пн. ш. 139.53417° сх. д.
Ме́йва (яп. 明和町, めいわまち, МФА: [mei̯wa mat͡ɕi̥]) — містечко в Японії, в повіті Ора префектури Ґумма. Станом на 1 жовтня 2007 площа містечка становила 19,67 км². Станом на 1 серпня 2008 населення містечка становило 11 304 осіб.